# Exótica (filme)
Exotica (bra/prt: Exótica) é um filme canadense de 1994, dos gêneros drama e suspense, escrito e dirigido por Atom Egoyan e estrelado por Mia Kirshner, Elias Koteas, Sarah Polley, Bruce Greenwood e Don McKellar.

## Sinopse
Homem frequenta a boate onde sua ex-namorada se apresenta, tentando fazê-la enciumar-se por dar atenção às outras dançarinas. Nessas noites, ele presencia eventos estranhos.

## Elenco
- Bruce Greenwood como Francis Brown
- Elias Koteas como Eric
- Mia Kirshner como Christina
- Don McKellar como Thomas Pinto
- Arsinée Khanjian como Zoe
- Sarah Polley como Tracey Brown
- Victor Garber como Harold Brown
- David Hemblen como o inspetor alfandegário
- Calvin Green como o oficial da alfândega
- Peter Krantz como o homem no táxi
- Damon D'Oliveira como homem na ópera
- Billy Merasty como homem na ópera
- Jack Blum como o cambista
- Ken McDougall como o porteiro

## Produção

### Desenvolvimento

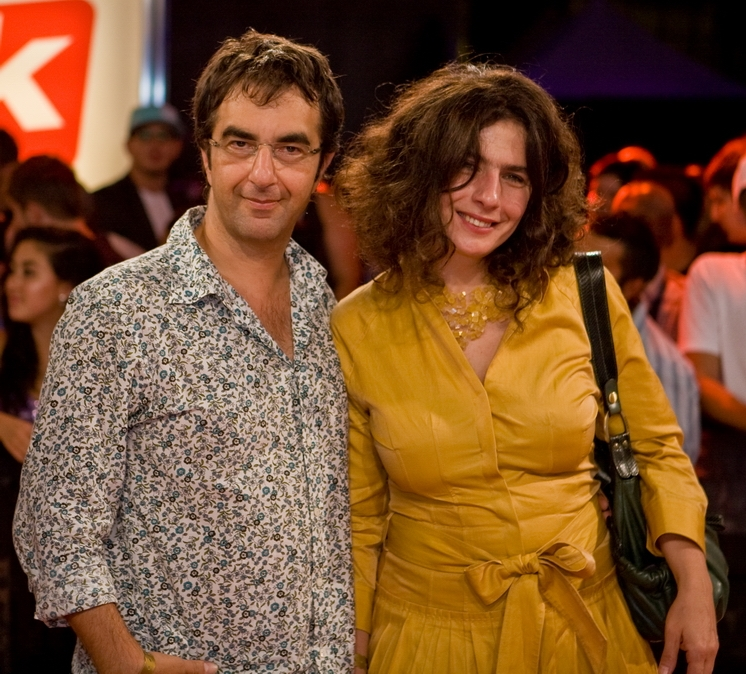
O diretor Atom Egoyan focou nos clubes de strip como saídas para as obsessões sexuais da sociedade, enquanto sua esposa grávida, Arsinée Khanjian, interpretava Zoe.

O diretor Atom Egoyan, que escreveu o roteiro, concebeu a história pela primeira vez no outono de 1992, intrigado com a natureza ritualística das dançarinas eróticas e a regra de que os clientes não podiam tocar nas dançarinas, imaginando a história de uma dançarina tendo um cliente principal. Ele acreditava que um clube de strip poderia ser um cenário importante para um filme por causa das obsessões sexuais da sociedade, e os papéis de tais clubes como "uma saída sexual coletiva". Embora quisesse retratar os clubes com precisão, ele também acreditava que poderia trazer uma perspectiva cética.
Ele começou a trabalhar no roteiro em fevereiro de 1993. Ao escrevê-lo, ele "queria estruturar a história como um strip-tease, revelando gradualmente uma história carregada de emoção". Ele também citou filmes de suspense como uma influência. Embora a cidade no filme não seja nomeada, Egoyan afirmou que Exotica e seus outros filmes retratam "diferentes áreas de Toronto".
O filme teve um orçamento de US$2 milhões, com US$900,000 provenientes da Telefilm Canada e da Ontario Film Development Corporation prometendo US$700,000. Para economizar dinheiro, a própria caminhonete Volvo 240 1990 de Egoyan foi usada como carro de Francis.

### Elenco
Com o roteiro concluído em abril, Egoyan deu início ao casting do filme e à escolha de sua equipe, processo que durou dois meses.

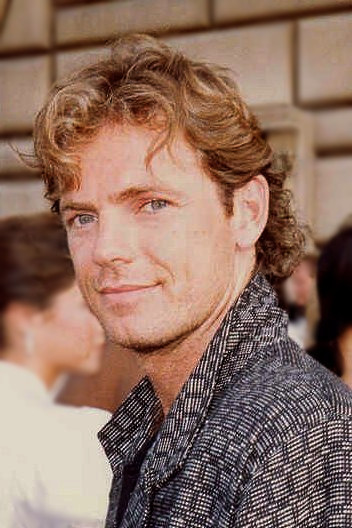
Bruce Greenwood estrelou como Francis, tendo conhecido Egoyan antes de o diretor se tornar internacionalmente conhecido.

A esposa de Egoyan, Arsinée Khanjian, interpretou a dona do clube Zoe, tendo aparecido em todos os seus filmes anteriores. No filme, Zoe está grávida do filho de Eric e, na realidade, Khanjian estava grávida durante as filmagens, do filho de Egoyan, Arshile. Egoyan mais tarde expressou pesar por cercar Khanjian com mulheres nuas quando ela não tinha certeza de como seu próprio corpo mudaria durante sua primeira gravidez.
Bruce Greenwood foi escalado para o filme depois de conhecer Egoyan por meio de um amigo em comum em um bar, antes de o diretor aumentar seu perfil internacional. Greenwood já havia aparecido em St. Elsewhere e Knots Landing, e os dois se tornaram amigos.

### Filmagem
Os diretores de arte Richard Paris e Linda Del Rosario construíram o clube de strip Exotica em uma sala não utilizada no Party Centre, um prédio de Toronto, com construção começando em maio de 1993. Durante a produção, várias pessoas chegaram ao set acreditando que era um clube de verdade. Para o lado de fora do clube, os cineastas usaram uma loja na Mutual Street que já foi demolida, fora do Metropolitan United Church. Osgoode Hall é usado para a ópera.
A cinematografia foi feita por Paul Sarossy, com Egoyan dizendo que o objetivo do trabalho de câmera era capturar a perspectiva de um personagem desaparecido, neste caso a filha morta de Francis. A fotografia principal foi concluída em julho. O compositor Mychael Danna gravou sua trilha sonora para o filme da Índia, com influências da clássica música da Índia.

## Lançamento
Exotica foi convidado a competir no Festival de Cinema de Cannes em maio de 1994, o primeiro convite para um filme canadense em vários anos. Inicialmente lançado pela Miramax em seis cidades, os distribuidores ficaram impressionados quando Exotica arrecadou US$14,379 por cinema, permitindo um lançamento mais amplo para 433 telas. Miramax comercializou o filme como um suspense erótico. O filme foi exibido em Toronto por 25 semanas, em um ponto em um cinema IMAX. Nos Estados Unidos, foi inicialmente lançado em 500 cinemas.
Em home video, Exotica saiu de impressão no Canadá por anos, mas estava disponível em DVD na Inglaterra por meio da empresa Network. Em 2012, Alliance Films lançou o filme em DVD e Blu-ray no Canadá, com comentários de Egoyan e Danna.

## Recepção

### Bilheteria
O desempenho inicial de bilheteria do filme em seu lançamento limitado foi considerado "enorme" pelos distribuidores. Em março de 1995, o crítico de cinema americano Roger Ebert relatou que Exotica estava quebrando recordes de bilheteria no Canadá.
Em 1995, Exotica arrecadou US$1,75 milhão no Canadá, uma soma substancial para o cinema anglo-canadiano. O filme terminou sua exibição depois de arrecadar US$5,13 milhões na América do Norte. Exotica foi o maior sucesso financeiro de Egoyan, e foi considerado seu grande sucesso de bilheteria.

### Recepção crítica

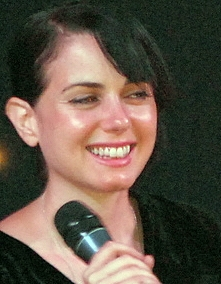
A atriz canadense Mia Kirshner recebeu críticas positivas por seu papel como Christina.

Exotica recebeu críticas positivas dos críticos. Rotten Tomatoes coletou retrospectivamente 32 avaliações e deu ao filme uma avaliação de aprovação de 97%, bem como uma avaliação média de 8,3/10. O consenso crítico do site diz: "Exotica fervilha de sexo e obsessão, ao mesmo tempo que funciona como um estudo extremo de personagens." Roger Ebert deu ao filme quatro estrelas no lançamento inicial do filme, chamando-o de "um labirinto de filmes, envolvendo-se sedutoramente nos segredos mais sombrios de um grupo de pessoas que não deveriam ter nenhuma conexão entre si, mas sim". Ele o considerou o melhor filme de Egoyan até o momento e disse que Mia Kirshner "combina fascínio sexual com uma gentileza que a torna ainda mais atraente". Em 2009, Ebert adicionou o filme à sua lista de Grandes Filmes, chamando-o de um "filme profundo e doloroso sobre aqueles mundos fechados de luxúria encenada". Jonathan Rosenbaum chamou-o de "imperdível" e "exuberante e comovente", elogiando a trilha, o set e os movimentos da câmera. Leonard Klady, escrevendo para Variety, chamou o filme de "uma experiência assustadora e arrepiante", embora com um final que foi "anticlimático, difuso e consideravelmente menos do que um nocaute emocional". Entertainment Weekly deu ao filme um B +, concluindo "Como a dança de Christina, o filme é uma provocação linda, uma promessa artística de algo que nunca chega". Desson Howe escrevendo para The Washington Post, disse que "começa de forma promissora, mas eventualmente afunda em seu próprio esquecimento complicado". Peter Travers da Rolling Stone escreveu "Exotica é o filme mais realizado e sedutor de Egoyan até hoje", e menos chamativo do que Showgirls (1995) prometeu ser. B. Ruby Rich, do The Advocate, escreveu que o filme é "um quebra-cabeça das emoções em que o sexo soletra toda a linguagem do comportamento humano", e disse que o elenco, incluindo Kirshner e Don McKellar, "prendem nossa atenção nesses personagens". Os críticos elogiaram o uso da música "Everybody Knows", de Leonard Cohen.
Em 2001, Girish Shambu, escrevendo para Senses of Cinema, disse "O triste e elegante Exotica de Atom Egoyan (1994) é ao mesmo tempo íntimo e remoto, concreto e abstrato", elogiando Bruce Greenwood pela "gravidade silenciosa" e Sarah Polley como "precocemente perfeita". Em 2002, os leitores de Playback votaram nele como sétimo maior filme canadense já feito. Em 2012, Jeff Heinrich do Montreal Gazette deu ao filme cinco estrelas, chamando-o de "Um filme de arte totalmente hipnótico", com uma "trilha sonora assustadora". Mike D'Angelo do The A.V. Club declarou "Exotica—Muito parecido com o filme subsequente de Egoyan, The Sweet Hereafter— prova ser uma exploração devastadoramente catártica das consequências da tragédia e as maneiras como as pessoas tentam lidar com a dor inexprimível". Em 2015, The Daily Telegraph nomeou Exotica como um dos "10 melhores (e piores) filmes de strip-tease", chamando Egoyan de "um prodígio do cinema canadense na época" e notando que o filme ganhou prêmios em Cannes e no AVN Awards, que são para pornografia.

### Premiações
No Festival de Cinema de Cannes de 1994, Exotica ganhou o Prêmio FIPRESCI, a primeira vez que um filme anglo-canadiano ganhou o prêmio. No Genie Awards de 1994, o filme ganhou oito prêmios, incluindo Melhor Filme e Melhor Diretor e Melhor Roteiro Original para Egoyan.
| Prêmio                                      | Data da cerimônia        | Categoria                               | Destinatários                                                         | Resultado | Ref.          |
| ------------------------------------------- | ------------------------ | --------------------------------------- | --------------------------------------------------------------------- | --------- | ------------- |
| AVN Awards                                  | 1996                     | Melhor filme adulto alternativo         | Atom Egoyan                                                           | Venceu    | [ 41 ]        |
| Associação Belga de Críticos de Cinema      | 1995                     | Grande Prêmio                           | Atom Egoyan                                                           | Venceu    | [ 42 ]        |
| Canadian Society of Cinematographers        | 1994                     | Melhor Cinematografia em Longa-metragem | Paul Sarossy                                                          | Venceu    | [ 43 ]        |
| Festival de Cannes                          | 12–23 de maio de 1994    | Prêmio FIPRESCI                         | Atom Egoyan                                                           | Venceu    | [ 39 ]        |
| Associação de Críticos de Cinema de Chicago | 1996                     | Melhor Filme                            | Atom Egoyan                                                           | Indicado  | [ 44 ]        |
| Associação de Críticos de Cinema de Chicago | 1996                     | Melhor Roteiro                          | Atom Egoyan                                                           | Indicado  | [ 44 ]        |
| Sindicato Francês de Críticos de Cinema     | 1995                     | Melhor Filme Estrangeiro                | Atom Egoyan                                                           | Venceu    | [ 45 ]        |
| Genie Awards                                | 1994                     | Melhor Filme                            | Atom Egoyan e Camelia Frieberg                                        | Venceu    | [ 45 ] [ 46 ] |
| Genie Awards                                | 1994                     | Melhor Direção                          | Atom Egoyan                                                           | Venceu    | [ 45 ] [ 46 ] |
| Genie Awards                                | 1994                     | Melhor Ator                             | Elias Koteas                                                          | Indicado  | [ 45 ] [ 46 ] |
| Genie Awards                                | 1994                     | Melhor Ator Coadjuvante                 | Don McKellar                                                          | Venceu    | [ 45 ] [ 46 ] |
| Genie Awards                                | 1994                     | Melhor Roteiro Original                 | Atom Egoyan                                                           | Venceu    | [ 45 ] [ 46 ] |
| Genie Awards                                | 1994                     | Melhor Direção de Arte                  | Richard Paris e Linda Del Rosario                                     | Venceu    | [ 45 ] [ 46 ] |
| Genie Awards                                | 1994                     | Melhor Cinematografia                   | Paul Sarossy                                                          | Venceu    | [ 45 ] [ 46 ] |
| Genie Awards                                | 1994                     | Melhor Figurino                         | Linda Muir                                                            | Venceu    | [ 45 ] [ 46 ] |
| Genie Awards                                | 1994                     | Melhor Edição                           | Susan Shipton                                                         | Indicado  | [ 45 ] [ 46 ] |
| Genie Awards                                | 1994                     | Melhor Som                              | Daniel Pellerin, Keith Elliott, Peter Kelly e Ross Redfern            | Indicado  | [ 45 ] [ 46 ] |
| Genie Awards                                | 1994                     | Melhor Edição de Som                    | Sue Conley, Andy Malcolm, Paul Shikata, Peter Winninger e Steve Munro | Indicado  | [ 45 ] [ 46 ] |
| Genie Awards                                | 1994                     | Melhor Trilha Sonora Original           | Mychael Danna                                                         | Venceu    | [ 45 ] [ 46 ] |
| Prêmios Independent Spirit                  | 23 de março de 1996      | Melhor Filme Estrangeiro                | Atom Egoyan                                                           | Indicado  | [ 47 ]        |
| Festival Internacional de Cinema de Toronto | 8–17 de setembro de 1994 | Melhor longa metragem canadense         | Atom Egoyan                                                           | Venceu    | [ 48 ]        |